# مسجد حضرت فاطمة
مسجد حضرت فاطمة هو مسجد تاريخي يعود إلى عصر الدولة البهلوية، ويقع في تبريز.